# Размазлей
Размазле́й — село в Ардатовском районе Нижегородской области России. Входит в состав Саконского сельсовета.

## Этимология
Существует несколько версий происхождения названия села. По одной из них топоним происходит от мордовского мужского имени Размас с добавлением топоформанта лей — «овраг». По местному преданию, это имя первого человека, поселившемуся в данной местности. По другой версии, происходит от эрзянского слова рамазь — «купленный». По третьей версии, топоним происходит от названия племени эрзя с добавлением слов мас — «красивый» и лей — «овраг», «ручей». Возможно, первоначально название звучало как «Эрзямаслей», что делает его родственным названию города Арзамас.
Среди местных жителей бытует также легенда о якобы произошедшем в этих местах кровопролитном сражении между татаро-монгольскими войсками под названиями раз и маз.

## Географическое положение
Село находится на юго-западе Нижегородской области России, примерно в полукилометре к западу от автомобильной дороги Ардатов — Мухтолово. Расстояние до Ардатова 9 км. Соединено просёлочными дорогами с селом Леметь (расстояние 4 км) и деревней Шпага (1 км). К северу от села находится овраг, в 2 км к северо-западу находится урочище Чавлей.
Высота над уровнем моря — около 142 метров. 
Село Размазлей, как и вся Нижегородская область, находится в часовой зоне МСК (московское время). Смещение применяемого времени относительно UTC составляет +3:00.

## Административная принадлежность
Село Размазлей входит в состав Саконского сельсовета Ардатовского муниципального округа Нижегородской области Российской Федерации.

## Климат
Село находится в зоне умеренно-континентального климата, который характеризуется холодной продолжительной зимой и тёплым, но достаточно коротким летом. За год выпадает в среднем 450—550 мм осадков, из них 68 % — в виде дождя и 32 % — в виде снега. Среднегодовая относительная влажность воздуха — 76 %. Снежный покров достигает 50 см, а в особо снежные зимы может достигать одного метра и более.
Весна приходит резко, обычно к середине апреля, при этом вплоть до середины мая нередки заморозки. Лето сравнительно короткое и достаточно жаркое — в отдельные годы температура может достигать 36 °C. Шапка лета приходится на июль. В конце весны и лета нередки грозы — их может случаться до 20 за год, почти каждый год выпадает град. Осень приходит в сентябре и стоит до начала ноября, но уже в сентябре нередки заморозки. Зима наступает в начале ноября и продолжается до середины марта. Обычно первый снег выпадает в октябре и держится в течение пяти месяцев, сходит к 10—15 апреля. Почва промерзает на глубину 70—90 см.
Вегетационный период составляет 189 дней, продолжительность безморозного периода — 137 дней.

## Население
| Численность населения | Численность населения | Численность населения | Численность населения | Численность населения | Численность населения | Численность населения | Численность населения | Численность населения | Численность населения | Численность населения |
| 1859                  | 1890                  | 1897                  | 1912                  | 1916                  | 1978                  | 1992                  | 1999                  | 2002                  | 2010                  | 2021                  |
| --------------------- | --------------------- | --------------------- | --------------------- | --------------------- | --------------------- | --------------------- | --------------------- | --------------------- | --------------------- | --------------------- |
| 535                   | ↗540                  | ↗626                  | ↗748                  | ↗788                  | ↘340                  | ↗470                  | ↗530                  | ↗537                  | ↘521                  | ↘423                  |

## Инфраструктура
В селе семь улиц: Заречная, Касаткина, Мира, Молодёжная, Труда, Центральная и Школьная.